# Z Pictoris
Z Pictoris är en pulserande variabel av Mira Ceti-typ (M) i stjärnbilden Målaren.
Stjärnan varierar mellan visuell magnitud +9,8 och lägre än 14,9 med en period av 284 dygn.